# Поперечный (Свердловская область)
Попере́чный — посёлок в Свердловской области России, разъезд Свердловской железной дороги. Посёлок административно подчинён городу Серову. Входит в Серовский муниципальный округ.
Ранее посёлок входил в состав Красноярского сельсовета Серовского района.

## Географическое положение
Посёлок Поперечный расположен в 14 километрах (по автодорогам в 15 километрах) к югу от города Серова, вблизи истока реки Поперечной (левого притока Красноярки, речной бассейн Сосьвы). В окрестностях посёлка расположен ботанический природный памятник — Красноярский кедровник.
Через посёлок Поперечный проходит ветка Серов — Гороблагодатская Свердловской железной дороги. В посёлке расположен железнодорожный разъезд Поперечный. В полутора километрах к западу от посёлка проходит Серовский тракт.

## Население
| 2002 | 2010 |
| ---- | ---- |
| 3    | ↘0   |